# A+ Pollux
Pour plus de détails, voir Fiche technique et Distribution.
A+ Pollux est un film français réalisé Luc Pagès, sorti en 2002. Il s'agit de l'adaptation du roman de Philippe Jaenada Le Chameau sauvage, prix de Flore en 1997.

## Synopsis
C'est une histoire d'amour tout ce qu'il y a de plus banale entre deux êtres, Halvard (Gad Elmaleh) et Pollux (Cécile de France). Halvard est amoureux fou de sa belle, car Pollux est la femme de sa vie. Mais celle-ci disparaît subitement… Halvard n'a alors plus qu'une idée en tête : la retrouver coûte que coûte. Mais cette disparition va créer bien des soucis….

## Fiche technique
- Titre : A+ Pollux
- Réalisation : Luc Pagès
- Scénario : Luc Pagès et Maïté Maillé d'après le roman de Philippe Jaenada Le Chameau sauvage
- Musique : Gérard Torikian
- Photo : Chicca Ungaro
- Décors : Nicolas Derieux, Karima Rekhamdji
- Costumes : Bethsabée Dreyfus
- Monteuse : Valérie Pasteau
- Producteur : Laurent Bénégui
- Sociétés de production : Canal+ (France), France 3 Cinéma, France Télévision Images, Magouric Productions (France)
- Société de distribution : Magouric Distribution
- Pays de production :  France
- Format : couleur – 2.35:1 – 35 mm
- Genre : comédie dramatique
- Durée : 90 min
- Date de sortie : France : 3 juillet 2002

## Distribution
- Gad Elmaleh : Halvard Sanz
- Cécile de France : Pollux
- Nathalie Boutefeu : Pascaline
- Jean-Marie Galey : Marc
- Marina Golovine : Cécile
- Marilú Marini : Marthe
- Pierre Berriau : Julien

## Production
Le film est en partie tourné sur l'île de Groix (Morbihan).